# Palazzo Tassoni Estense

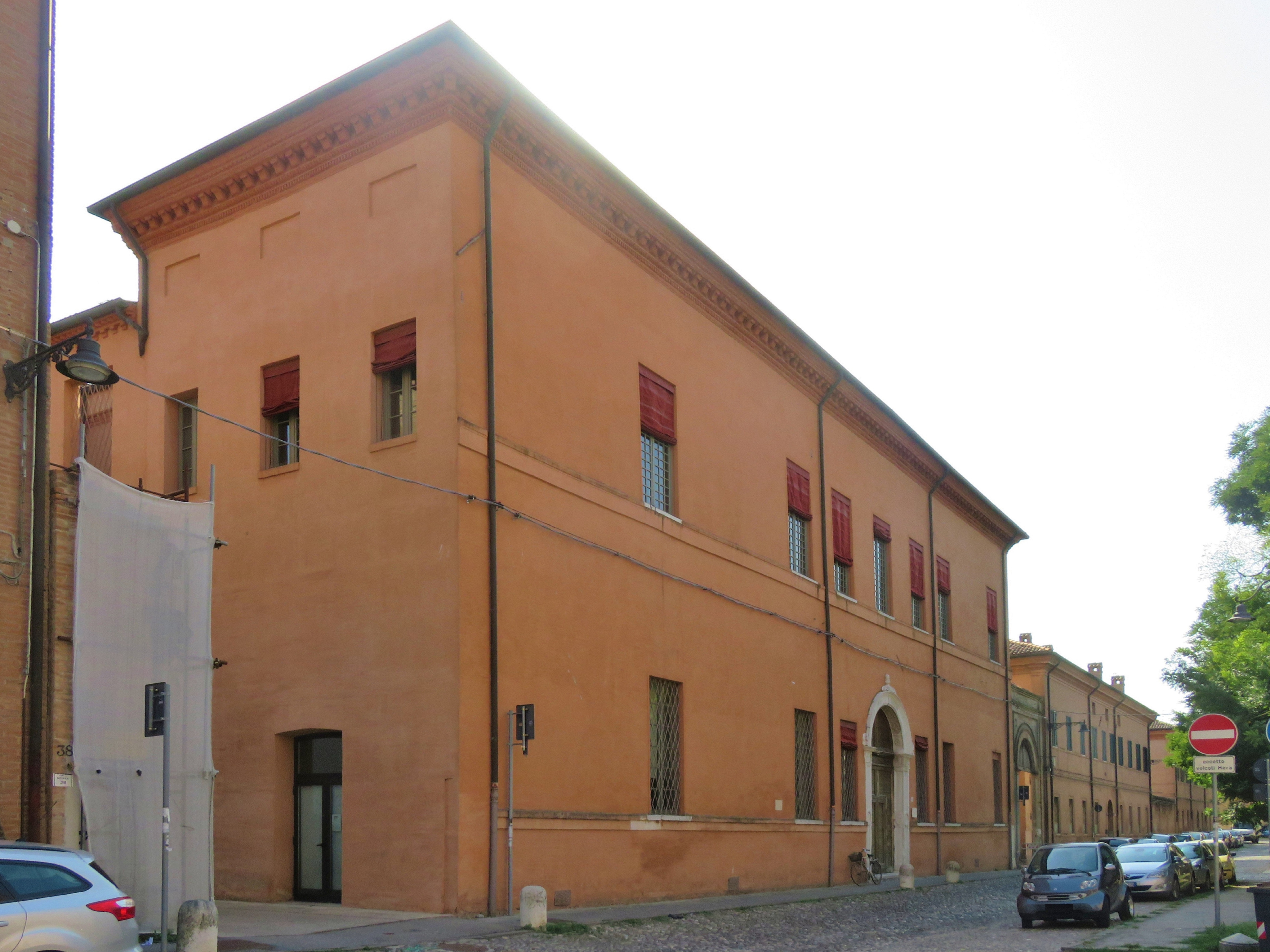
Fassade des Palazzo Tassoni Estense

Der Palazzo Tassoni Estense (oder auch einfach Palazzo Tassoni) ist ein Palast aus dem 15. Jahrhundert in Ferrara in der italienischen Region Emilia-Romagna. Er liegt in der Via della Ghiara 36 und gehörte der Adelsfamilie Tassoni, vom Zweig der Tassoni Estense.

## Geschichte

### Bau und erste Jahrhunderte

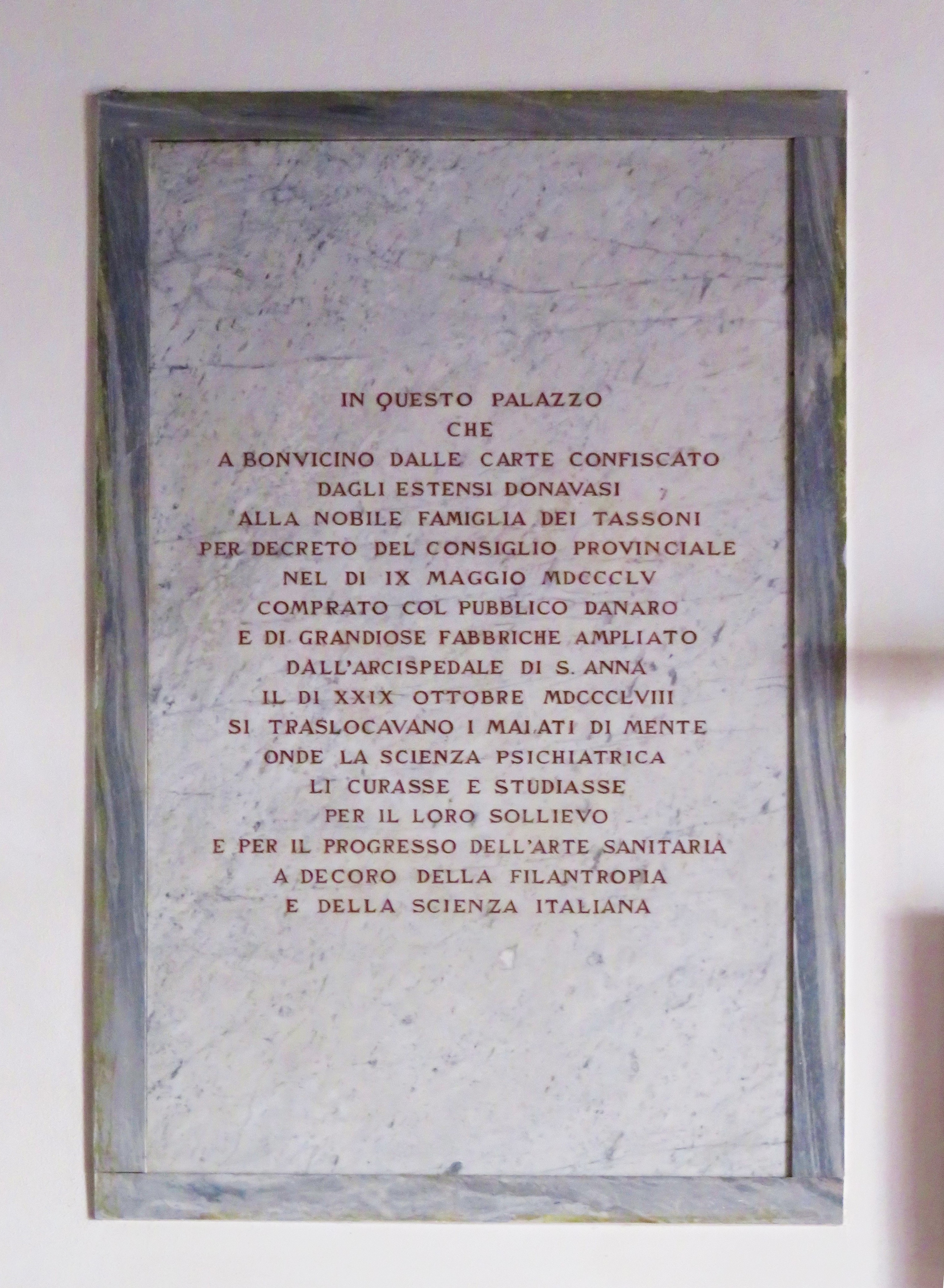
Marmortafel im Eingangssalon des Palazzo Tassoni, auf dem die Geschichte des Gebäudes vermerkt ist.

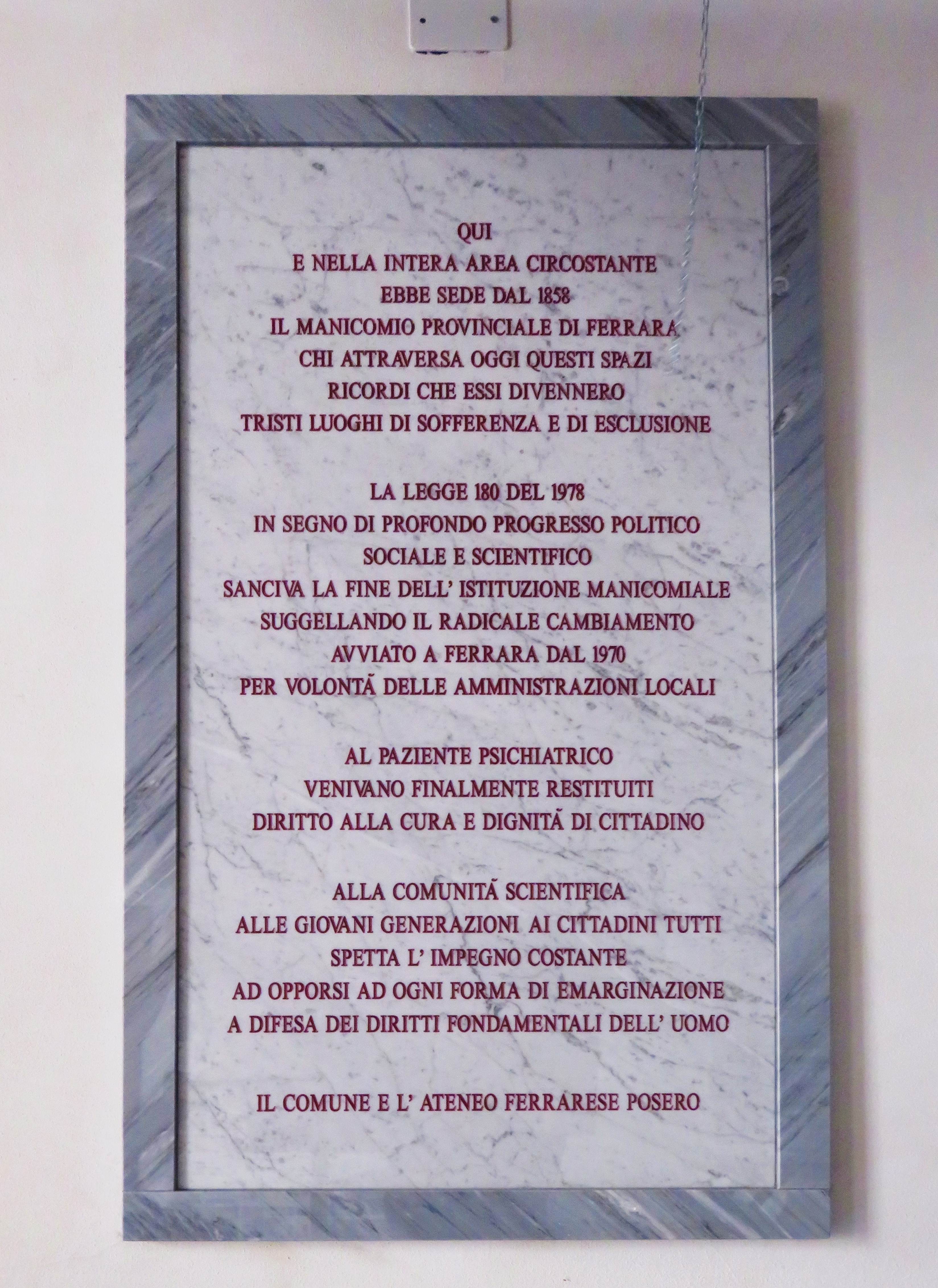
Marmortafel im Eingangssalon des Palazzo Tassoni, auf dem das Gesetz Nr. 180 von 1978 erwähnt ist und die Zeit, in der das Gebäude ein Irrenhaus war.

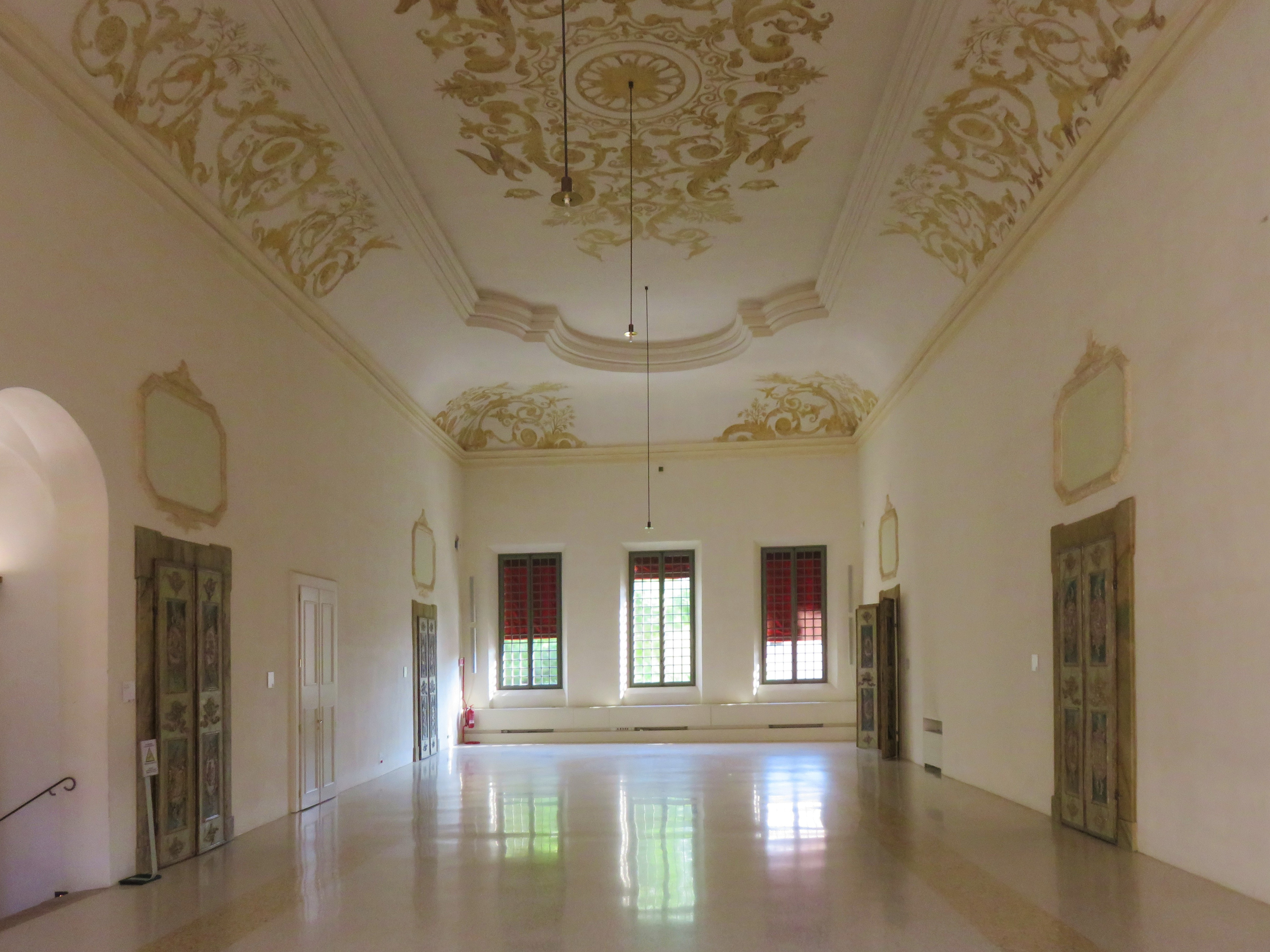
Ehrensalon im Hauptgeschoss des Palazzo Tassoni

Der Palast wurde im 15. Jahrhundert erbaut, vermutlich für Bonvicino dalle Carte, der damals die Funktion eines Faktotums der D’Estes unter Borso d’Este von 1466 bis 1475 innehatte. Er fiel später in Ungnade und der Palast wurde konfisziert und von Ercole I. d’Este an die Adelsfamilie Tassoni vergeben, die ursprünglich aus Modena stammte.

### 19. und 20. Jahrhundert
1855 kaufte die Provinz Ferrara das Anwesen und von da an diente es als Krankenhaus Sant’Anna, in dem ab 1858 einige Stationen zur Aufnahme psychisch Kranker untergebracht wurden.
Eine Marmortafel im Eingangssalon von der Via della Ghiara aus erinnert daran, wie in diesem Gebäude und im gesamten Viertel der Sitz des psychiatrischen Landeskrankenhauses von Ferrara war, und, dass erst nach dem Inkrafttreten des Gesetzes Nr. 180 im Jahre 1978 diese Institution eine radikale Umgestaltung einleiten konnte, den Weg weitergehen, den die lokale Verwaltung eingeschlagen hatte und dies insbesondere dank der Arbeit des Psychiaters Antonio Slavich, der dort von 1971 bis 1978 Direktor war.

### 21. Jahrhundert
Schon Ende des 20. Jahrhunderts war der gesamte Komplex als Sitz der Universität vorgesehen. Die Arbeiten, die von einigen Dozenten des Dipartimento di Architettura vorangetrieben wurden, haben es möglich gemacht, dass ein Teil des Gebäudes ab 2009 für die Este-Universität verwendbar war.
Die Immobilie an der Via della Ghiara ist fertiggestellt, wogegen die mittelalterlichen Teile noch weiterer Eingriffe bedürfen, die nach dem Erdbeben in Norditalien 2012 umso nötiger sind.

## Beschreibung
Der gesamte Palastkomplex umfasst ein großes Gelände, das von der Via della Ghiara, der Via Quartieri, der Via dei Baluardi und einer internen Privatstraße auf der Seite der Via delle Chiodare umschlossen wird. Der Haupteingang liegt in der Via della Ghiara 36.
Der historische Kern aus dem 15. Jahrhundert besteht aus einem Gebäude mit zwei Stockwerken (Erdgeschoss und Hauptgeschoss) in typischer Renaissancebauart, die einen Innenhof einschließt, dessen mittelalterlicher Teil eine kleine Loggia umfasst.